# KENT (ミュージシャン)
KENT（ケント、9月6日 - ）は、日本のミュージシャン、ボーカリスト、シンガーソングライター。ロックバンド・THE SYNDIKATE7のベーシスト。元Stołźのボーカリスト。

## 略歴

### 2012年 - 2014年 (Stołź)
- 2012年
  - Stołź結成。ボーカリストとしてデビュー。
- 2014年
  - 新たなギタリストを加え本格始動。
  - 3月29日、初ライブでワンマン『Stołź 1st live ~heart to heart~』を行う。
  - デビューから僅か6ヶ月でStołź解散。

### 2014年 - 2017年 (ソロプロジェクト始動から活動休止まで)
- 2014年
  - 11月 KENTとしてソロプロジェクト始動。11月22日東京公演、12月21日長野公演を行う。
- 2015年
  - 1月1日 Beat Sound Recordsを発足。
  - 8月22日 名古屋公演を行う。
  - 9月-10月 スラッシュメタルバンドMELT4のベーシストを務める。当バンドでエマージェンザ・ミュージック・フェスティバル2016予選を突破、セミファイナリスト。
- 2016年
  - 10月29日 2年ぶりの東京公演『KENT with 池之上知久 Collaboration Live』を行う[注 1]。
  - 11月29日 1stシングル『Dream of You (Single Version)』をリリース。
- 2017年
  - 7月8日『KENT with 池之上知久 Collaboration Live Vol.2』を行う。これを最後にソロプロジェクトの活動を休止する。

### 2017年以降
- 2017年
  - 10月26日 元KATZEの高山克彬率いるTHE SYNDIKATE7にベーシストで電撃加入、渋谷La.mamaで初ライブ[注 2]。翌10月27日には沼津Quarsにてライブ。
- 2018年
  - 2月24日・25日 お笑いコンビ・まんざらでもねぇの単独公演「白と黒」にて、書き下ろし楽曲『回遊魚 -The end of sorrow- (白と黒Ver.)』が主題歌に使われる。
  - 3月31日 2014年に解散したStołźを一夜限りの再結成[注 3]。2度目のワンマンライブ『Stołź ONE-MAN SHOW「Re:birth」』を行う。
  - 6月24日 2ndシングル『回遊魚 -The end of sorrow- (白と黒Ver.)』リリース。
  - 7月20日 THE SYNDIKATE7の7thアルバム『SEVENTH』をリリース。
  - 9月1日 中野JET BARにて自身初のファンイベント『K's BAR』開催。一日店長を務める。
  - 9月13日 THE SYNDIKATE7の7thアルバム『SEVENTH』を引っさげ1年間のリリースツアー『"SEVENTH" Tour 2018→2019』に参加する。
- 2019年
  - 4月1日 エスエスピー所属 声優ラップユニットRABBITS BLESSの1stシングル『瞬間-はじまったばかりのぼくら-』収録曲『DEGITABLE』のプロデュース・レコーディング・エンジニアを担当[1]。
  - 9月25日 1stフルアルバム『Still The One』をリリース。
  - 10月5日 デビュー5周年記念ライブ『KENT -5th Anniversary Live- "JUST MOVIN' ON!!"』を開催。ソロプロジェクト一夜限りの復活を果たす[2][注 4]。
- 2020年
  - 株式会社赤坂ユニベイスのブライダルジュエリーブランド『GALA jewelry』のCMソングに『Dreamer』が使用される[3][注 5]。
- 2021年
  - THE SYNDIKATE7の8thアルバム『EIGHTH』リリース[注 6]。
- 2022年
  - 7月31日 萬腹企画×かいじゅうコット 特別コラボ公演『マッピルマの人々』に三上司役として出演。初の舞台出演となる。
  - 8月20日 3rdシングル『Starry sky』をリリース。
- 2023年
  - 1月20日 4thシングル『Chain』をリリース。仙台ラジオ3にて放送のマスダトモヒロ「オトノハラジオ」エンディングテーマとして使用される。
  - 1月21日 ソロ名義としては初となるワンマンライブ『KENT 1st ONE-MAN SHOW『DLIVE TO THE FUTURE」』を開催。
  - THE SYNDIKATE7の『SUNRISE』が、ANAと山形県鶴岡市が行なっている、ふるさと納税「産直空輸」のPRソングに使用され、6月5日に特別シングルとして『SUNRISE』リリース。
  - 8月4日 THE SYNDIKATE7の1stシングル『銀狼』をリリース。シングルを引っさげた全国ツアーが決定。
- 2025年
  - 1月12日 京都SILVER WINGSにて行われたヴィジュアル系バンド DECAMERONのラストライブにてサポートベーシストとして抜擢される。

## 人物
主に1980年代、1990年代のロックから影響を受けており、大きく影響された人物として氷室京介、布袋寅泰、遠藤遼一、TAKUYA、hydeを挙げている。ボーカリストとしての活動をメインとし、ベーシストとしての活動、マルチクリエイターと称しレコーディング・エンジニア、映像クリエイター、グラフィックデザイナーとしても活動。プロモーションも自身でこなしている。
ふなっしー好きとして知られており、多数グッズの所有、ファンクラブ限定バスツアーへの参加、自身のライブツアーではマスコットを持ち歩く程で、Twitterではふなっしー本人からもフォローされている。ふなっしー率いるキャラクターメタルバンド『CHARAMEL』について述べたところYahoo!ニュースに掲載された。

### 交友関係
- 1980年代、1990年代のミュージシャンと交流が多い。現在活動しているTHE SYNDIKATE7の高山克彬含む、元KATZEのメンバーとは全員子供の頃から交流があり自身の師と仰ぐ。
- 2007年〜2008年に行なわれた『HOTEI and The WANDERERS FUNKY PUNKY TOUR 2007-2008』の日本武道館公演後の打ち上げで布袋寅泰に会っている[5]。
- 埼玉県の（公財）志木市文化スポーツ振興公社の公式イメージキャラクターであり、ふなっしー率いるキャラクターメタルバンド『CHARAMEL』のベース担当カパルをL'Arc〜en〜CielのTetsuyaと並び尊敬するベーシスト[4]として挙げており、交流がある[6][7][8]。
- 役者やお笑いタレント、声優など他業種との親交も広い。まんざらでもねぇ 将平と家が近所で以前はお互いの家を行き来していた[9]。
- Twitterでの『#うたつなぎ』ではKENTから、女優の二見香帆とディズニー映画『シンデレラ』の声優の鈴木より子へ繋いだ。[注 7]

## ディスコグラフィ

### ソロ

#### シングル
|     | 発売日         | タイトル                                | 規格                                      | 備考                                                                           |
| --- | -------------- | --------------------------------------- | ----------------------------------------- | ------------------------------------------------------------------------------ |
| 1st | 2016年11月29日 | Dream of You (Single Version)           | CD デジタル・ダウンロード                 | 作詞：KENT 作曲：KENT, 池之上知久                                              |
| 2nd | 2018年6月24日  | 回遊魚 -The end of sorrow- (白と黒Ver.) | ダウンロードカード デジタル・ダウンロード | 作詞：RYOHEI (まんざらでもねぇの涼平) 作曲：KENT                               |
| 3rd | 2022年8月20日  | Starry sky                              | デジタル・ダウンロード                    | 作詞：勝本隆介/麦(Scumbag), KENT 作曲：strobolight, KENT                       |
| 4th | 2023年1月20日  | Chain                                   | CD デジタル・ダウンロード                 | ・Chain 作詞：KENT, 神郷詩音 作曲：KENT, 麦 ・TAKE MY TIME 作詞&作曲：高山克彬 |

#### アルバム
|     | 発売日        | タイトル      | 収録楽曲 | 規格                      | 備考                                                                                    |
| --- | ------------- | ------------- | --- | ------------------------- | --------------------------------------------------------------------------------------- |
| 1st | 2019年9月25日 | Still The One | 1. Dreamer 2. Sweet Emotion 3. ALONE 4. Memories of -LAST DAYS- 5. Maria 6. Dream of You 7. GLAMOROUS SKY 8. Dive to Sea 9. 回遊魚 -The end of sorrow- 10. Miss you | CD デジタル・ダウンロード | M5. Dream of You は新録 M7. 回遊魚 -The end of sorrow- はリマスター M8. Miss you は新曲 |

未発表曲
|     | 時期   | タイトル     | 備考 |
| --- | ------ | ------------ | --- |
| 1st | 2014年 | Maria        | 未発表曲として音源化もされていなかったのにもかかわらず、ファン人気投票で1位になった楽曲。2019年9月25日発売の1st FULL ALBUM『Still The One』にて遂に音源化し、収録された。 |
| 2nd | 2016年 | Way -2years- | 2016年10月29日に行われた『KENT with 池之上知久 Collaboration Live』の為に書き下ろした楽曲。                                                                               |

### Stołź
|     | 時期   | タイトル      | 備考                                                                             |
| --- | ------ | ------------- | -------------------------------------------------------------------------------- |
| 1st | 2014年 | Dreamer       | KENT初制作楽曲。現在もライブでは毎回歌われている。                               |
| 2nd | 2014年 | Sweet Emotion | 実質Stołź解散前最後の曲。                                                        |
| 3rd | 2018年 | OVER          | Stołź ONE-MAN SHOW「Re:birth」OP映像に記載はあったが実際に歌われる事はなかった。 |

### THE SYNDIKATE7

#### シングル
|              | 発売日    | タイトル | 規格                   | 備考 |
| ------------ | --------- | -------- | ---------------------- | --- |
| 特別シングル | 2023/6/5  | SUNRISE  | デジタル・ダウンロード | ANA×鶴岡市「産直空輸」タイアップを記念したシングルカット                                                                             |
| 1st          | 2023/8/4  | 銀狼     | デジタル・ダウンロード | ベース演奏とコーラス他、ジャケット写真のデザイン、フライヤーデザイン、ティザー映像の制作、マスタリング、プロモーション等を担当した。 |
| 2nd          | 2023/11/4 | ANYTIME  | デジタル・ダウンロード | ベース演奏とコーラス他、ジャケット写真のデザイン、フライヤーデザイン、ティザー映像の制作、プロモーション等を担当した。               |

#### アルバム
|          | 発売日        | タイトル | 規格                      | 備考 |
| -------- | ------------- | -------- | ------------------------- | --- |
| アルバム | 2018年7月20日 | SEVENTH  | CD デジタル・ダウンロード | |
| アルバム | 2021年8月28日 | EIGHTH   | CD デジタル・ダウンロード | KENT 歌唱楽曲『NO MATTER』収録 ジャケット写真のデザインを担当 CD盤の方はシークレットトラックとして『M12. 群青』の再生終了から1分53秒後の7分から『この手を離さないで ver.1』が再生される。 |

### 参加・プロデュース作品
|                  | 発売日        | アーティスト       | タイトル                                | 内容                                                                                 | 規格                      |
| ---------------- | ------------- | ------------------ | --------------------------------------- | ------------------------------------------------------------------------------------ | ------------------------- |
| シングル         | 2018年11月9日 | Tiki-Taka Technics | Tiki-Taka Trax                          | 収録曲『Girls Night Out』『Caution From Japan Post』『WAY TO GO』全3曲のベースを担当 | CD デジタル・ダウンロード |
| シングル         | 2019年4月1日  | RABBITS BLESS      | 瞬間-はじまったばかりのぼくら-          | 収録曲『DEGITABLE』のプロデュース・レコーディング・エンジニアを担当                  | CD                        |
| アルバム         | 2020年4月15日 | THE SYNDIKATE7     | previous Eighth -SAVE OUR SANCTUARY-    | 全楽曲のミックスとマスタリングを担当                                                 | デジタル・ダウンロード    |
| アルバム         | 2020年5月24日 | THE SYNDIKATE7     | previous Eighth -SAVE OUR SANCTUARY- #2 | 全楽曲のミックスとマスタリングを担当                                                 | デジタル・ダウンロード    |
| ベスト           | 2020年5月24日 | THE SYNDIKATE7     | Past Masters                            | 2004〜2018 ベスト・アルバム                                                          | デジタル・ダウンロード    |
| コンピレーション | 2022年4月24日 | strobolight        | PROPAGANDA 2022 ROCK/PUNK Artist        | 収録曲『Walker』のベースを担当                                                       | デジタル・ダウンロード    |
| アルバム         | 2022年9月4日  | strobolight        | Never Eat Parsley!!                     | 収録曲『Walker』『Treasure』のベース担当『One Rainy Day』のコーラスを担当            | CD デジタル・ダウンロード |

## タイアップ

### ソロ
| 年     | 曲名                       | タイアップ                                                        |
| ------ | -------------------------- | ----------------------------------------------------------------- |
| 2018年 | 回遊魚 -The end of sorrow- | まんざらでもねぇ単独公演『白と黒』主題歌                          |
| 2020年 | Dreamer                    | 株式会社 赤坂ユニベイス『GALA jewelry』CMソング                   |
| 2023年 | Chain                      | 仙台ラジオ3 マスダトモヒロ「オトノハラジオ」2月エンディングテーマ |

### THE SYNDIKATE7
| 年     | 曲名    | タイアップ                                                         |
| ------ | ------- | ------------------------------------------------------------------ |
| 2023年 | SUNRISE | ANA×鶴岡市「産直空輸」PRソング                                     |
| 2023年 | ANYTIME | 仙台ラジオ3 マスダトモヒロ「オトノハラジオ」11月エンディングテーマ |

## 出演

### 舞台
- 萬腹企画×かいじゅうコット 特別コラボ公演『マッピルマの人々』（2022年7月31日、参宮橋トランスミッション） - 三上司 役[12]

### ラジオ
- RABBITS BLESSのラ!（2018年6月19日、池袋FM） - ゲスト出演[注 12]
- RADIO CIRCUS
  - （2019年8月30日、MID-FM761）- コメント出演
  - （2019年9月20日、MID-FM761）- ゲスト出演
- マスダトモヒロの『オトノハラジオ』
  - （2019年10月25日、FMラジオ3）- コメント出演[注 13]
  - "KENT Still The One特集"（2019年11月8日、FMラジオ3）- コメント出演[注 14]
  - （2021年10月8日、FMラジオ3）- コメント出演[注 15]
  - （2022年8月19日、FMラジオ3）- コメント出演[注 16]
  - "KENT Chain特集"（2023年1月27日、FMラジオ3）- コメント出演[注 17]
  - （2023年2月3日、10日、17日、24日、FMラジオ3）- EDテーマ・コメント出演[注 18]
- とさこちラジオW（2023年3月2日、RKC高知放送）- 楽曲紹介

### WEB番組
- 渡邊璃生のゲーム実況『りおさんのゲーム倉庫』#004（2020年9月30日、YouTubeチャンネル）- 対戦参加